# Loué
Loué ist eine französische Gemeinde mit 2100 Einwohnern (Stand 1. Januar 2022) im Département Sarthe in der Region Pays de la Loire. Ihre Einwohner werden Louésiens und Louésiennes genannt.
Die Gemeinde erhielt 2022 die Auszeichnung „Eine Blume“, die vom Conseil national des villes et villages fleuris (CNVVF) im Rahmen des jährlichen Wettbewerbs der blumengeschmückten Städte und Dörfer verliehen wird.

## Geografie
Loué liegt in der historischen Provinz Maine ca. 25 km westlich von Le Mans und 33 km nördlich von La Flèche. Der Ort liegt an der Vègre, einem rechten Nebenfluss der Sarthe.

## Verkehr
Die Autobahn A 81 von Rennes über Laval nach Le Mans verläuft etwa einen Kilometer nördlich.

## Bevölkerungsentwicklung

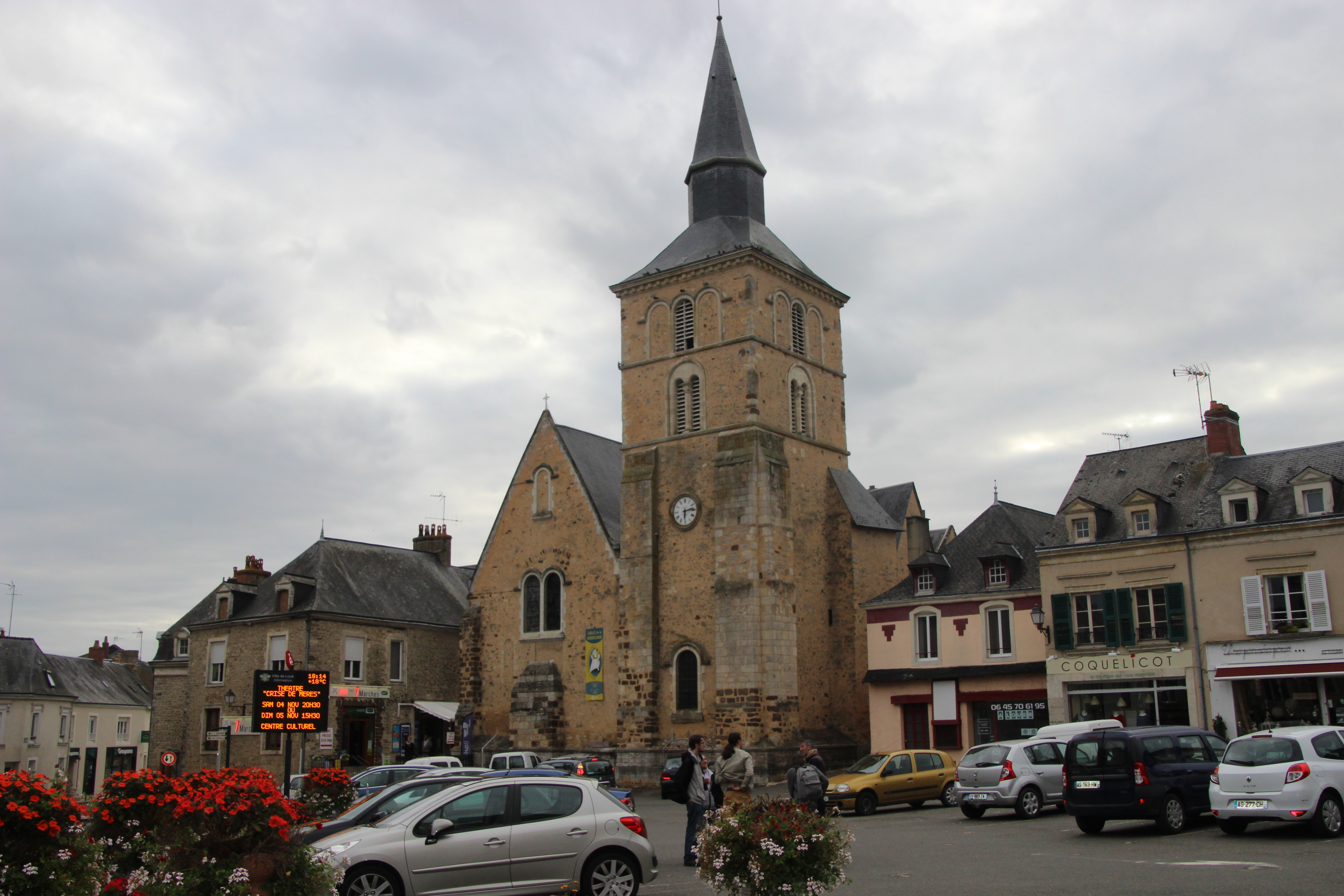
Kirche Saint-Symphorien

| 1962 | 1968 | 1975 | 1982 | 1990 | 1999 | 2006 | 2018 |
| ---- | ---- | ---- | ---- | ---- | ---- | ---- | ---- |
| 1490 | 1648 | 1791 | 1868 | 1929 | 2042 | 2097 | 2084 |

## Sehenswürdigkeiten
- Château de Coulennes (15. und 16. Jahrhundert), seit 1977 in Teilen als Monument historique eingeschrieben
- Kirche Saint-Symphorien

## Partnerschaft
Die niedersächsische Gemeinde Harpstedt (Landkreis Oldenburg) unterhält seit mehreren Jahren eine rege Partnerschaft zu Loué.